# Aracoiaba
Aracoiaba es un municipio brasileño del estado del Ceará, localizado en la microrregión Baturité, mesorregión del Norte Cearense. Su población estimada en 2004 era de 24.862 habitantes.

## Etimología
Aracoiaca proviene del nombre del río que atraviesa el municipio y tiene dos orígenes: aracoiaba o aracoaguaba. El topónimo aracoiaba viene del tupi-guarani ara (ave), cói (hablar) y aba (lugar), y significa lugar del canto de las aves; y además el topónimo aracoaguaba también proviene del tupi-guarani ará (ave), cói (hablar) y aba (lugar), y significa lugar donde las aves gorjenan. Su denominación original era Comum, después Aldeia Canoa y, desde 1871, Aracoiaba.

## Historia

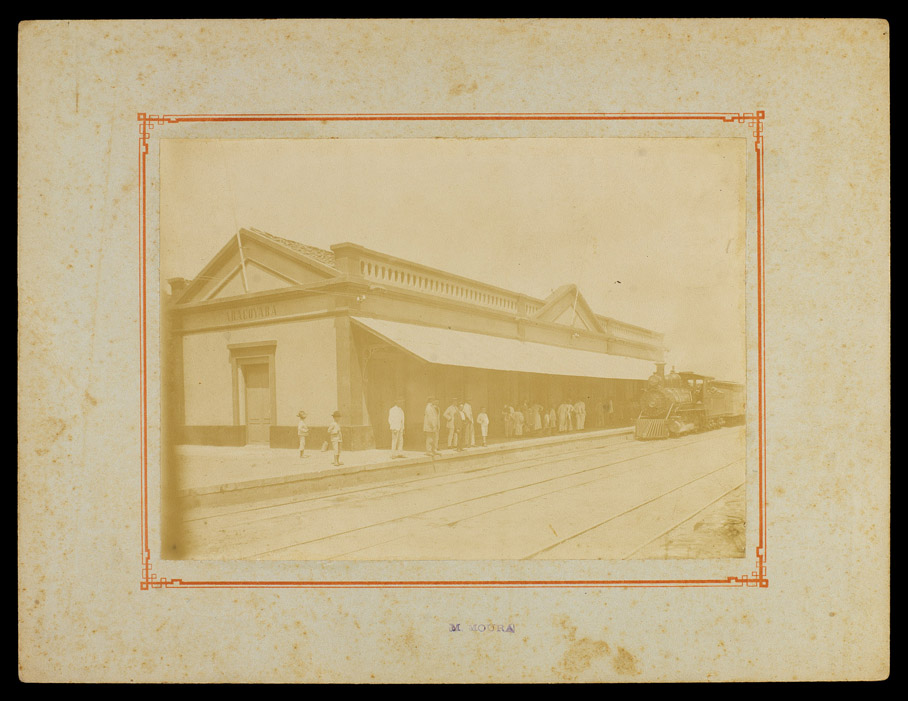
Estación de tren de Aracoiaba

La historia de Aracoiba se entrelaza con la catequización realizada por los jesuitas junto a los indios que habitaban la región, y con la introducción de la ganadería en la época de la carne seca y del charqui.
Aracoiaba es una antigua comunidad de Ceará, que se remonta a la primera mitad del siglo XVIII. Antes del inicio de su colonización, esta región era habitada por indios de origen tapuias: jenipapos, canindés, chorós y quesitos.
En 1655, los jesuitas ya estaban presentes en la región del Maziso de Baturité, más precisamente en Comum (hoy Olho D'Agua de los Padres Jesuitas) y, a partir de estos en el siglo XIX, surge el núcleo urbano.
Con la construcción ferroviaria por parte de la Estrada de Ferro de Baturité, Aracoiaba (entonces Festival de Canoa) pasa a ser el vínculo de paso de la producción y exportación de café hacia el Puerto de Fortaleza cuando el 14 de febrero de 1880, en la localidad de Moamba, Muamba o Festival de Santa Isabel, fue inaugurada la estación ferroviária de Aracoiaba.

## Geografía

### Clima
Tropical caliente semiárido con un promedio de lluvias media de 947 mm con lluvias concentradas de enero a abril.

### Hidrografía y recursos hídricos
Las principales fuentes de agua son: río Aracoiaba y arroyo del Padre, Cargúva, Barreirinha y de los Cavallos.

### Relieve y suelos
Las principales elevaciones son: sierra Ubirajara, sierra de la Tamanca y el cerro de la Pedra Aguda.

### Vegetación
Caatinga arbustiva densa, vegetación subcaducifolia tropical, vegetación húmeda semi-perennifolia, vegetación húmeda semi-caducifolia, vegetación caducifolia y bosque ciliar.

### Subdivisión
El municipio tiene nueve distritos: Aracoiaba (sede), Ideal, Jaguarão, Jenipapeiro, Lagoa de San Juán, Nilton Belo, Pedra Branca, Plácido Martins y Varzantes.

## Economía
- Agricultura: algodón, banana, arroz, caña de azúcar, maíz, frijol.
- Agroganadería: bovinos, porcinos y aves.
- Industrias: tiene ocho industrias, siendo una del sector mobiliario, una química, una de diversos y servicios de construcción y productos alimenticios. Hay presencia de minerales de gran rentabilidad como el grafito, piedra caliza en forma cristalina, lepidolita, manganeso y cuarzo.

## Cultura
El principal evento cultural es la fiesta de la patrona, Nuestra Señora de la Concepción (8 de diciembre)

## Política
La administración municipal se localiza en la sede de Aracoiaba.